# Associação de Futebol do Malawi
A Associação de Futebol do Malawi (em inglês:  Football Association of Malawi, FAM) é o órgão dirigente do futebol do Malawi, responsável pela organização dos campeonatos disputados no país, bem como da Seleção Malauiana. Foi fundada em 1966 e é afiliada à FIFA desde 1968, à CAF desde 1974 e à COSAFA. Walter Nyamilandu é o atual presidente da FAM.